# Sertãozinho (San Paolo)
Sertãozinho è un comune del Brasile nello Stato di San Paolo, parte della mesoregione di Ribeirão Preto e della microregione omonima.

## Sport
Nel 1987 ha ospitato il campionato sudamericano di hockey su pista.